# Ciclo termodinamico
Un ciclo termodinamico è definito in termodinamica come una serie di trasformazioni termodinamiche che si susseguono in modo da formare un ciclo chiuso. Queste trasformazioni possono includere (ad esempio la trasformazione isotermica, la trasformazione isocora, la trasformazione isobarica o la trasformazione adiabatica). Al termine delle trasformazioni, il sistema ritorna al suo stato termodinamico iniziale.

## Descrizione
Le proprietà termodinamiche che caratterizzano il sistema dipendono solo dallo stato termodinamico e quindi non cambiano dopo un ciclo. La prima legge della termodinamica impone che il calore che fluisce dall'ambiente termodinamico al sistema termodinamico sia uguale al lavoro netto compiuto in ogni ciclo dal sistema sull'ambiente. La natura ciclica del processo consente una modalità continua. Per semplicità si preferisce studiare i cicli termodinamici costituiti da trasformazione quasistatica cioè a brevi tratti, che vanno distinte dalle trasformazioni reversibili.

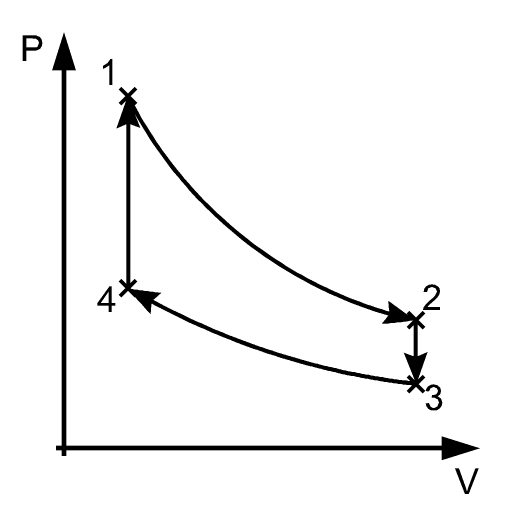
Esempio di un Piano di Clapeyron per un ciclo termodinamico (in questo caso il ciclo Stirling).

In un Piano di Clapeyron un ciclo termodinamico è rappresentato da un percorso chiuso. Un diagramma P-V ha sulla ascissa il volume (V) e sulle ordinate la pressione (P). Si dimostra che l'area racchiusa dal ciclo nel diagramma è il lavoro (W), svolto dal sistema sull'ambiente:
{\displaystyle \qquad W=\oint p\ dV}.
Per il primo principio della termodinamica, questo lavoro deve essere uguale al calore (Q) trasferito dall'ambiente al sistema:
{\displaystyle \qquad W=Q=Q_{in}-Q_{out}}.
Questa equazione vale anche per una trasformazione isotermica; la differenza sta nel fatto che durante il ciclo termico l'energia interna del sistema cambia per poi tornare ad essere uguale a quella iniziale.
Se nel Piano di Clapeyron il percorso che rappresenta la trasformazione è orientato in senso orario il sistema è una macchina termica motrice, e il lavoro W sarà positivo, cioè il sistema compie lavoro sull'ambiente. Se invece il percorso è orientato in senso antiorario il sistema è una macchina termica operatrice (funziona come un frigorifero o pompa di calore) W sarà negativo (cioè viene assorbito del lavoro dall'esterno, che consente di trasferire calore da una sorgente fredda ad una calda).